# Linda Guamán

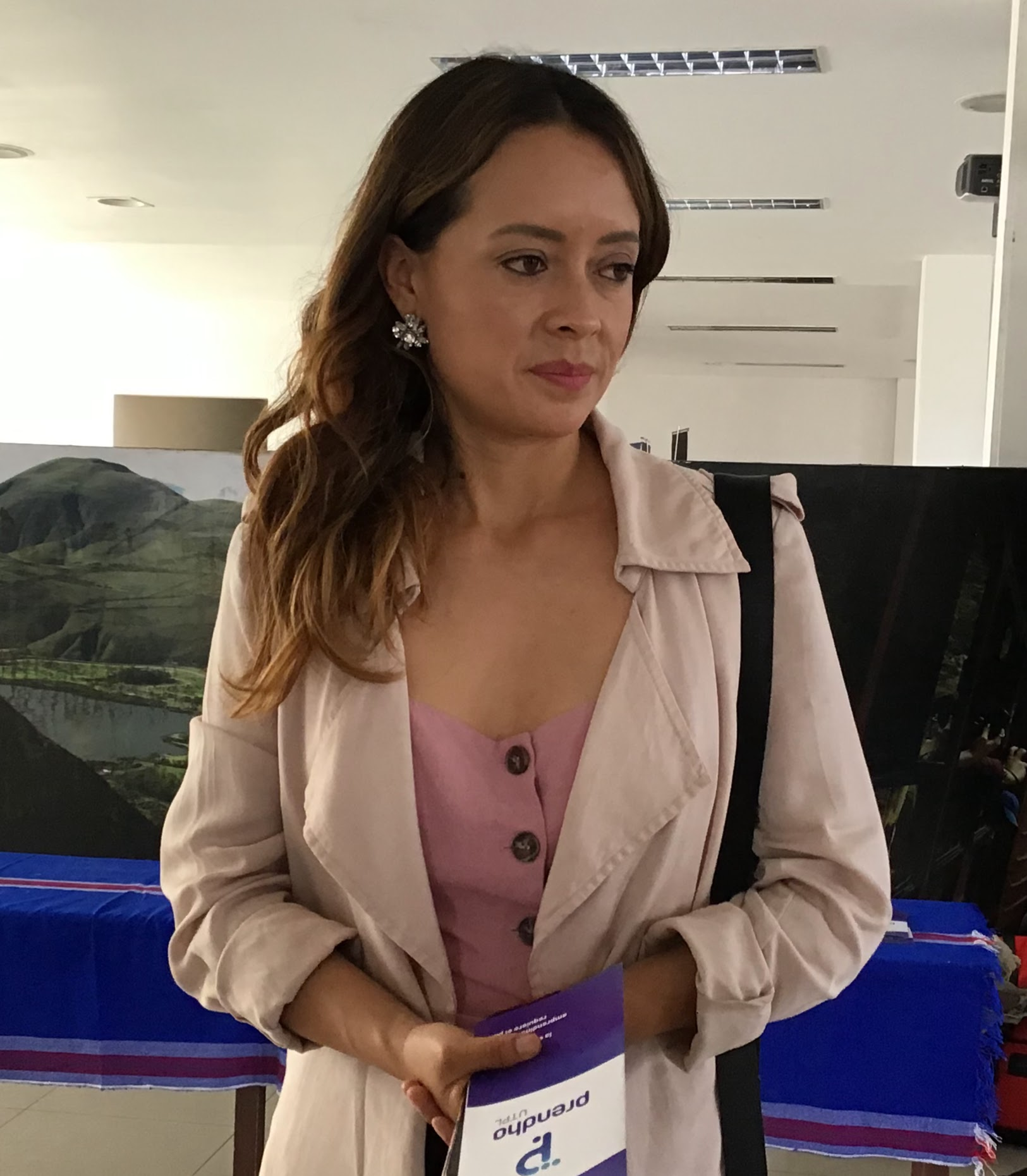
Linda Guamán, científica ecuatoriana con un PhD en microbiología por la Universidad de Sao Paulo, Brasil.

Linda Guamán (Cuenca, Ecuador, abril de 1985) es una científica ecuatoriana que se desempeña en los campos de la microbiología y la biología sintética.
Actualmente se encuentra enfrentando un proceso judicial por presunto peculado en la adquisición de pruebas de COVID-19 mientras era coordinadora técnica de despacho de la Secretaria de Salud del Municipio de Quito.

## Biografía
Linda Guamán nació en la ciudad de Cuenca en Ecuador en abril de 1985. Realizó sus estudios universitarios en la carrera ingeniería de alimentos en la Universidad del Azuay. Posteriormente, obtuvo su maestría en microbiología tras recibir una beca completa de estudios en la Universidad San Francisco de Quito. Linda obtuvo su doctorado en microbiología en la Universidad de São Paulo en Brasil con una beca de la Secretaría de Educación Superior, Ciencia, Tecnología e Innovación. Durante este tiempo trabajó como investigadora invitada en la Universidad Washington en San Luis. Actualmente se desempeña como investigadora y docente del Centro de Investigación Biomédica de la Universidad UTE. Su trabajo se enfoca en la modificación genética de la levadura Saccharomyces boulardii.
El jueves 11 de junio de 2020 se unió a la Secretaría de Salud del Distrito Metropolitano de Quito en calidad de coordinadora técnica para el análisis de y procesamiento de pruebas de COVID-19.
Fue acusada de peculado en la compra de pruebas COVID del Municipio de Quito y porta grillete electrónico por presunta malversación de fondos. La comunidad científica y académica del Ecuador rechazó estas acusaciones apelando a la trayectoria académica de Linda Guamán y al hecho de que la compra de las pruebas de COVID-19 fue previa a su vinculación a la Secretaría de Salud del Distrito Metropolitano de Quito.
El día 14 de julio de 2023, la corte provincial de Pichincha determino que se le retire el grillete electrónico a Linda Guamán y a otros 6 procesados en el caso.

## Divulgación científica
Dentro de sus contribuciones a la divulgación científica se incluye una charla TED en la ciudad de Cuenca.

## Reconocimientos
Linda Guamán estuvo entre las cien personas invitadas a asistir al evento "100 Leaders of tomorrow” del GapSummit 2019 organizado por Global Biotech Revolution.
La edición de diciembre de 2019 de la revista Hogar la incluyó en la lista de "Las mujeres del año" conformada por las nueve mujeres más destacadas del Ecuador en el año 2019.